# Montigny-devant-Sassey
Montigny-devant-Sassey é uma comuna francesa na região administrativa de Grande Leste, no departamento de Meuse. Estende-se por uma área de 9,72 km². Em 2010 a comuna tinha 120 habitantes (densidade: 12,3 hab./km²).